# أبو يعلى الزواوي
أبو يعلي الزواوي السعيد بن محمد الشريف بن العربي بن يحي بن الحاج من آيت سيدي محمد الحاج بزواوة ومنها نسبته الزواوي، ولد بقرية تعاروست ببلدية زكري، ولاية تيزي وزو حوالي سنة 1862 م وقد درس بزواوة على شيوخها وحفظ القرآن وهو ابن 12 سنة، وقضى عمره في تعليم العربية وآدابها ودراسة الفقه.

## رحلاته
تعددت رحلاته من تونس سنة 1893 م ثم سوريا ومصر وفرنسا ، ثم نجده بالجزائر مدة أخرى سنة 1901 م ثم في دمشق سنة 1912 م، فتعددت نشاطاته وأعماله ومعارفه خلالها مما زاده بسطة في العلم.

## أعماله ونشاطه الدعوي
في دمشق ، كتب في جريدتي المقتبس التي أسسها محمد كرد علي سنة 1908 م، والبرهان التي أسسها عبد القادر المغربي بطرابلس الشام سنة 1911 م، وتعرف بها على عدة شخصيات علمية وسياسية هاجرت من الجزائر خصوصا عائلة الأمير عبد القادر وشيوخ زواوة وعلى بعض الرجال من المغرب العربي كعبد القادر المغربي ومحمد الخضر حسين وعلى شخصيات عربية أمثال شكيب أرسلان الذي له معه مراسلات، ومحب الدين الخطيب ورشيد رضا ، وكان من المساهمين في الحركة العربية ضد الأتراك.
تولى الخطابة في مسجد سيدي رمضان بالعاصمة حوالي سنة 1920 م.
انضم إلى جمعية العلماء المسلمين الجزائريين منذ تأسيسها سنة 1931 م وقد كان رئيس لجنة الفتوى فيها لفترة طويلة.

## مؤلفاته وآثاره العلمية
للشيخ أبي يعلى تآليف عديدة إضافة إلى المقالات في المجلات والجرائد ومن مؤلفاته التي بعضها مطبوع وآخر لازال في عالم المخطوط:
1. جماعة المسلمين
2. الخطب
3. الإسلام الصحيح
4. مرآة المرأة المسلمة
5. تعدد الزوجات في الإسلام
6. مراسلات الشيخ أبي يعلى
7. مقالاته في الشهاب والبصائر والإصلاح
8. فتاويه
9. الخلافة قرشية
10. فصول الإصلاح
11. الكلام في علم الكلام
12. الغنى والفقر
13. ذبائح أهل الكتاب
14. أسلوب الحكيم في التعليم
15. تاريخ الزواوة

## وفاته
توفي في 8 رمضان 1371 الموافق لـ (4 جوان 1952م) عن عمر يناهز التسعين، وشيع جنازته خلق كثير، وصلى عليه الشيخ الطيب العقبي، وكتبت البصائر عنه: (والبصائر تساهم في المصاب بفقد العلامة الزواوي، شيخ المصلحين في هذه الديار الذي طالما رفع صوته على صفحاتها بالنكير على المبتدعين والمبطلين).